# Ellice
Ellice Klawon (* 7. Juli 2007 in Berlin) ist eine deutsche Sängerin. Sie wurde 2023 bei Voice Kids entdeckt und tritt unter ihrem Vornamen Ellice auf.

## Leben
Ellice Klawon besucht aktuell das Bernhardinum Fürstenwalde  und begann als Kinder- und Jugenddarstellerin zu arbeiten. Sie  hatte zwei kleinere Auftritte: Einmal 2017 im Fernsehfilm Ein starkes Team: Wespennest und im Jahr darauf in der Arte-Dokumentation Napoleons verstoßene Liebe – Joséphine de Beauharnais. Ab 2018 trat sie außerdem im Friedrichstadt-Palast im Theaterstück Im Labyrinth der Bücher auf.
Anschließend belegte sie einen Musical-Kurs für Kinder und Jugendliche. Sie nahm 2022 an Jugend musiziert in der Kategorie Pop-Gesang teil und konnte nach Erfolgen im Regionalwettbewerb für den Landkreis Oder-Spree den Landeswettbewerb für Brandenburg gewinnen.
2023 trat Ellice in der 11. Staffel der Sat.1-Castingshow The Voice Kids auf. Bei den Blind Auditions wurde sie entdeckt und von Wincent Weiss gecoacht. Sie trat dort mit Grüne Augen lügen nicht von Jeremias auf. Bereits in der ersten Show performte sie auch ihren eigenen Titel Stummes Klavier, eine Ballade über das Ende einer Freundschaft. Sie kam bis ins Finale, wo sie mit Der Weg von Herbert Grönemeyer auftrat. Jedoch gewann sie den Wettbewerb nicht.
Trotzdem gelang es ihr in Tim Tautorat einen Produzenten zu finden. Als Plattenfirma bot sich Embassy of Music an. Stummes Klavier erschien dann auch als erste Single am 13. Mai 2023. Der erste Charterfolg gelang ihr am 20. Oktober 2023. In den deutschen Singlecharts erreichte ihre Single Angst>Liebe Platz 27. Im November 2023 spielte Ellice im Vorprogramm der deutschen Singer-Songwriterin Madeline Juno und deren Acoustic Tour 2023.

## Diskografie

### Singles
- 2023: Stummes Klavier
- 2023: Angst>Liebe
- 2024: Kleines bisschen Grün
- 2024: Liebeskind
- 2024: AF1

### EP
- 2024: extras

### Alben
- 2025: Ellice im Wunderland